# Liste de maladies des équidés

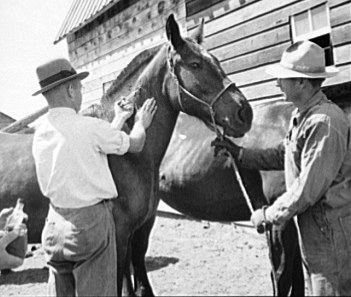
Vaccination d'un cheval.

Les maladies des équidés sont des altérations des fonctions ou de la santé d'un équidé. Elles peuvent avoir diverses origines, toucher l'animal entier ou être localisée dans une partie de son organisme. Les vétérinaires spécialisés dans les soins aux chevaux sont les hippiatres. La discipline qu'ils pratiquent est l'hippiatrie.
Les coliques forment la majorité des causes de décès chez ces animaux, en raison de leur grande sensibilité aux changements de régimes alimentaires.

## Immobilisation de l'équidé pour les soins ou contention

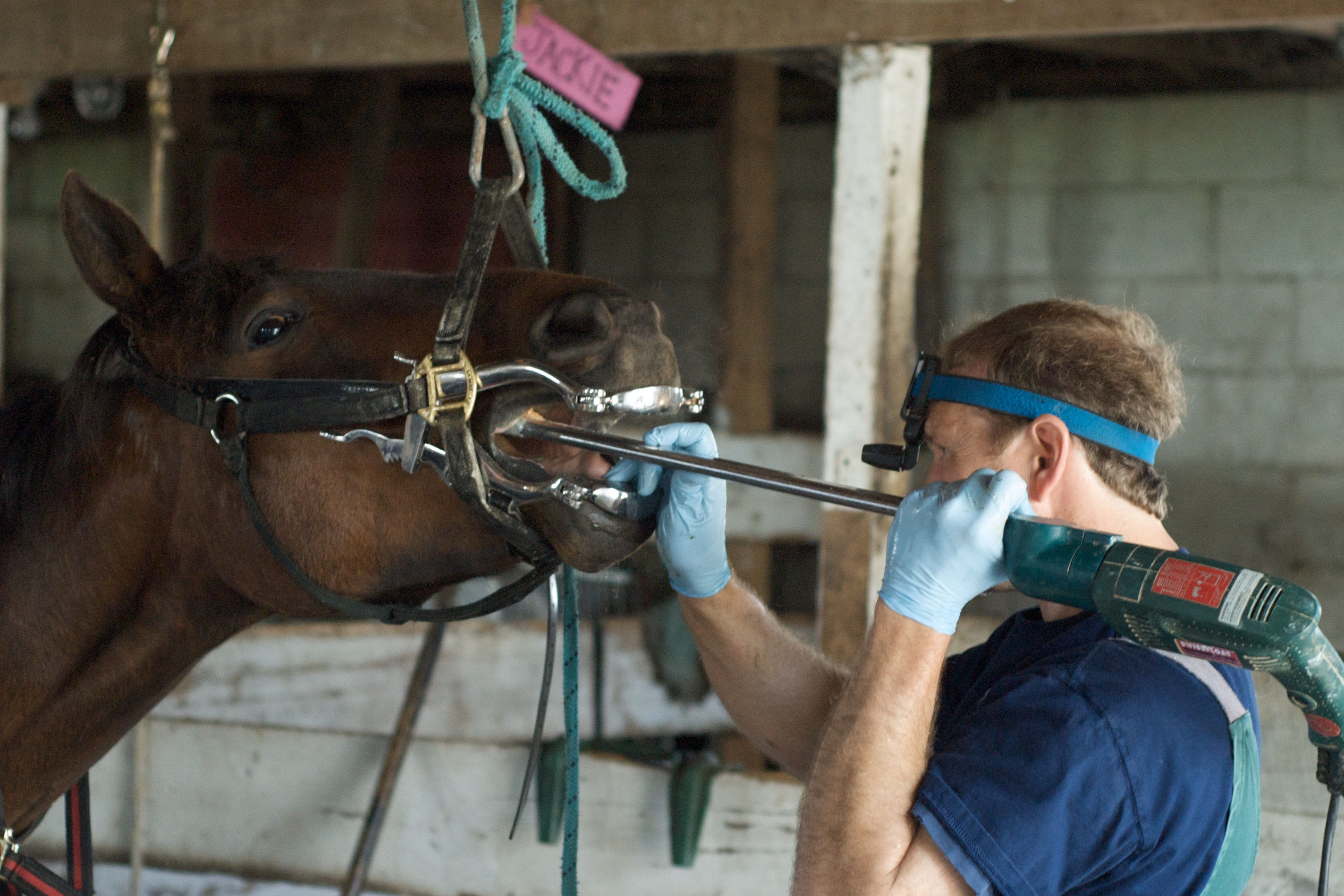
Dentiste équin au travail.

Un équidé malade a souvent besoin d'être immobilisé pour les soins, car ces derniers peuvent lui être désagréables, et il va alors se défendre en ruant, en mordant ou en tentant de fuir. Les contentions classiques consistent à le tenir par le licol, à lui garder un pied en l'air, ce qui l'empêche de bouger. Pour immobiliser totalement un équidé, le recours au tord-nez ou à des entraves est parfois utilisé. Enfin, il existe différentes drogues calmantes. Le licol à chaînette, le caveçon et le chifney sont des moyens de contention classiques. Un travail (sorte de cage solide) est très utile et sécurisant pour contenir un cheval lors de soins semi lourds. Certains soins ne peuvent se faire que sous anesthésie totale (cheval couché) et nécessitent l'intervention du vétérinaire.
Pour les soins des dents, le dentiste équin utilise une bride munie d'un mors spécial appelé pas d'âne, qui maintient la bouche de l'équidé ouverte.

## Maladies affectant une partie du corps des chevaux

### Maladies affectant  les articulations, les muscles et les os

#### Hygroma
Un hygroma est une tumeur molle constituée d'une poche située sous la peau et remplie de liquide facilitant le déplacement des articulations. Il est provoqué généralement par des frottements répétés. Les différents hygromas sont au coude, au genou, au jarret et au boulet. Ils peuvent être traités par des traitements locaux.

##### Éponge
L'éponge, ou hygroma du coude, est provoqué par la friction du Fer à cheval. Gêné, le cheval se couche « en vache ».

##### Capelet
Le capelet, ou hygroma du jarret, est dû à la friction du jarret contre les parois du box.

##### Hygroma du boulet
L'hygroma du boulet est une tumeur fluctuante sur la face antérieure. Elle est généralement provoquée par un coup. Le traitement consiste en des massages, des douches, des frictions.

#### Éparvin
Il s'agit d'une arthrose du jarret entraînant une boiterie chronique(ne guérissant pas) plus ou moins prononcée suivant l'importance de l'arthrose. On peut parfois observer une déformation de la base du jarret. Elle touche principalement les trotteurs. Un médicament, Tildren, composé d'acide tiludronique, est indiqué dans le traitement de cette maladie. Il peut être administré par le vétérinaire après que le diagnostic ait été posé.

#### Maladie naviculaire
La maladie naviculaire, ou syndrome naviculaire, est une affection inflammatoire touchant l'os naviculaire des pieds antérieurs des chevaux adultes. Si elle touche en général les deux pieds, cette maladie entraînant une boiterie peut être asymétrique (ne toucher qu'un seul pied) ou alternative (touche un pied, puis l'autre). Les premiers symptômes (allures rétrécies) ne sont pas évidents et il faut souvent une radiographie pour établir un diagnostic clair.
Il existe des soins pour tenter d'enrayer cette maladie irréversible et soulager le cheval, mais pas pour la guérir. Il pourra par exemple être prescrit du Tildren, un médicament à base d'acide tiludronique, indiqué dans le traitement de cette maladie, une ferrure orthopédique, une adaptation du travail de l'animal sur des sols souples et, en dernier recours, une névrectomie susceptible de laisser des effets secondaires.

#### Myoglobinurie
La myoglobinurie, aussi appelée « maladie du lundi », est une inflammation grave et douloureuse des muscles du dos et de la croupe qui survient souvent le lendemain d'un jour de repos. Elle est causée par l’accumulation d'acide lactique dans les muscles, et peut provoquer de graves troubles circulatoires et rénaux. Elle peut être mortelle.
Les symptômes permettant de la déceler sont notamment une raideur nette en début de travail, qui s'accentue, une sudation, des tremblements, une accélération du pouls et de la respiration, parfois accompagnée de fièvre. Les urines deviennent rouge à rouge brun.

#### Suros
Le suros est une tumeur osseuse du canon ou du boulet, considérée comme une « tare dure », pouvant être double ou tendineux. Certains suros ne sont pas douloureux (par exemple, ceux qui sont situés sur la face antérieure du canon), mais beaucoup d'entre eux font boiter le cheval. Le suros double, aussi appelé « chevillé », apparaît des deux côtés du canon, comme s'il le traversait. Le suros tendineux est, quant à lui, situé sur le passage d'un tendon. Suivant la localisation, on dénombre plusieurs types de suros : Soreshin, suros de la tête du métacarpien, suros du bouton du métacarpien accessoire...

#### Vessigon
Le vessigon est une tumeur synoviale qui survient quelquefois sur l'une des parties latérales du jarret du cheval. Elle est due à un travail excessif ou à un choc. Elle n'est pas très grave, étant généralement traitée par un repos et des injections d'anti-inflammatoires. L'autre nom du vessigon est l'hydarthrose.

### Maladies affectant la digestion
"C'est la colique que l'on rencontre le plus souvent. Elle implique, dans ce contexte, une douleur qui provient d'un dérangement survenu dans le tractus digestif. Cette douleur amène le cheval à manifester certains symptômes comme suer, piaffer, se regarder les flancs, se rouler ou se coucher par terre, refuser de manger et émettre du crottin en quantité ou qualité inhabituelles." 

### Maladies affectant la fourrure et la peau

#### Échauboulure
Une échauboulure, aussi appelée feu d'herbe, est une sorte d'urticaire du cheval, apparaissant par plaques. Elle est due à l'ingestion de fourrages nouveaux ou de mauvaise qualité.

#### Acné de tonte
L'acné de tonte est une dermite qui se développe sous les pièces de harnachement, après la tonte du cheval. Elle se caractérise par l'apparition de petits boutons ronds et durs sur la peau de l'animal.

#### Habronémose
L'habronémose est une maladie bénigne de la peau du cheval causée par des parasites. Aussi appelée « plaie d'été », elle peut se développer lorsqu'il fait chaud, propagée par l'intermédiaire des mouches. Lorsqu'un cheval est atteint par cette maladie,des agents corps extérieurs se développent dans son sang. Elle fait apparaître des laies et de petites tumeurs, rapidement sanguinolentes. Elle disparaît lorsque le temps se rafraîchit.

#### Teigne
La teigne ou dermatophytose est une mycose affectant la peau du cheval.
La teigne est une mycose due à la présence de champignons principalement du genre Trichophyton ou Microsporum. La peau devient squameuse, des lésions circulaires, sans poils, apparaissent. La teigne n'est pas prurigineuse. Cette maladie concerne surtout les jeunes chevaux dont le système immunitaire n'est pas encore assez développé. Cette mycose est extrêmement contagieuse et se transmet rapidement par le contact entre les chevaux. Il faut bien désinfecter le matériel de pansage et les couvertures du cheval atteint et ne pas les utiliser pour des chevaux sains. Le cheval malade doit être isolé de ses congénères pour éviter toute contagion. Une solution antimycosique peut être appliquée. L'obscurité et l'humidité constituent deux terrains favorables au développement des champignons responsables de la teigne. La lumière permet d'éliminer plus rapidement la présence de ces champignons. C'est pour cette raison que la teigne survient davantage pendant la saison hivernale.

### Maladies affectant la respiration et les poumons
Maladies respiratoires 
Le cornage:
Le cornage provoque un bruit respiratoire anormal qui se fait généralement entendre aux allures vives. Il est dû à une paralysie des cordes vocales, souvent la gauche. L'ouverture et la fermeture du larynx et gênées. La respiration est difficile, devient sifflante et le cheval tend à s'asphyxier, pendant l'effort. On peut guérir un cornage chronique par une intervention chirurgicale.
L'emphysème pulmonaire :
Maladie chronique, l'emphysème pulmonaire est une lésion dégénérative du poumon qui diminue progressivement la surface d'échange respiratoire. Les premiers symptômes sont une toux sourde et caverneuse et une respiration pénible, précipitée. Le cheval devient poussif. L'oxygène passe dans son sang en quantité insuffisante est ses poumons perdent leurs élasticités.
L'emphysème pulmonaire peut être déclenchée par une infection virale non-soignée ou l'inspiration prolongée de poussières. Le vétérinaire est indispensable. Des soins, beaucoup d'air frais et un régime alimentaire bien équilibré et adapté permettent souvent au cheval d'être suffisamment en forme pour fournir un petit travail.
La gourme:
La gourme est une maladie infectieuse due à la prolifération d'une bactérie dans la gorge. Elle est très contagieuse et le cheval doit être isolé. L'affection commence par une forte fièvre accompagnée par une baisse de forme, d'une perte d'appétit et d'un jetage important par les naseaux. Elle peut provoquer des abcès dans la bouche qui guérissent en laissant s'écouler un pus abondant. Les ganglions lymphatiques enflent, surtout dans la région de l'auge.
Le vétérinaire peut prescrire un onguent pour accélérer le percement des abcès. Une fois le pus évacué, le cheval est considérablement soulagé. Pendant l'évolution de la maladie, la souffrance engendrée par l'inflammation et les abcès rendent tout mouvement de la tête difficile pour le cheval. Aussi, faut-il veiller à lui mettre de l'eau et de la nourriture à bonne hauteur pour qu'il puisse aisément les atteindre. L'infection des ganglions lymphatiques dans d'autres régions du corps du cheval est beaucoup plus grave et souvent mortelle.
La grippe équine:
La grippe équine est une maladie infectieuse due à des virus proches de ceux de la grippe humaine. Le système respiratoire (nez, gorge, trachée-artère) est affecté. Les premiers symptômes sont une toux sèche et forte, un jetage par les naseaux et l'écoulement des yeux. La fièvre peut monter jusqu'à 41° et le cheval devient apathique. En cas d'aggravation, le jetage nasale devient abondant.
Pour que la grippe équine ne dégénère pas en pneumonie, le vétérinaire pratique des injections d'antibiotiques. Le cheval malade doit être isolé car la maladie est très contagieuse. 
La guérison prend plusieurs semaines et aucun travail ne doit être demandé au cheval avant que la toux n'ait complètement disparu. Pour prévenir cette maladie, il faut faire vacciner le cheval une à deux fois par an.
La pneumonie:
La pneumonie peut être due à une infection virale ou bactérienne, ou à un corps étranger entré dans les poumons. La respiration d'un cheval atteint est difficile, douloureuse, rapide est superficielle. Si une grande partie des poumons est touchée, l'animal n'arrive plus à puiser assez d'oxygène pour le bon fonctionnement de ses organes, en particulier du cœur, et il risque de mourir assez rapidement.
Si vous suspectez une pneumonie, il faut appeler le vétérinaire immédiatement. Les pneumonies d'origine bactérienne peut être guérie par un long traitement aux antibiotiques. Le cheval doit bénéficier de beaucoup d'air frais.

### Maladies affectant le sabot

#### Crapaud
Un crapaud est une dégénérescence de la fourchette dû à une mauvaise hygiène. La corne peut être décollée et un liquide noirâtre malodorant s'en écoule.

#### Crapaudine
Sorte d'eczéma qui atteint le haut du sabot, et qui en fait craqueler la corne.

#### Fourbure
La fourbure est une maladie du sabot du cheval. C'est une congestion inflammatoire aiguë du pied, dû à diverses causes (surcharge de travail, déshydratation). Le traitement est celui de la cause avec, de plus, mise au repos, anti-inflammatoires avec ferrure orthopédique s'il est possible de mettre en place un fer en tronquant la pince et en privilégiant l'appui sur les talons. Une fourbure peut être aiguë, et doit alors être traitée en urgence, ou chronique.
Un cheval atteint de fourbure est dit « fourbu ».

### Maladies affectant le système urinaire et reproducteur

#### Dourine
Maladie contagieuse caractérisée par une inflammation des parties génitales, puis par des lésions, et même des paralysies locales. Traitée rapidement, elle ne laisse aucune trace.
Il s'agit d'une maladie inscrite sur la liste publiée dans le Code sanitaire de l’OIE pour les animaux terrestres ; les pays sont tenus d’en déclarer les cas, conformément au chapitre 1.1 de ce code, portant sur les « notifications des maladies et informations épidémiologiques ».

#### Métrite contagieuse équine
La Métrite contagieuse équine (MCÉ) est une maladie transmissible sexuellement causée par la bactérie Taylorella equigenitalis. Elle est très contagieuse.
Il s'agit d'une maladie inscrite sur la liste publiée dans le Code sanitaire de l’OIE pour les animaux terrestres ; les pays sont tenus d’en déclarer les cas, conformément au chapitre 1.1 de ce code, portant sur les « notifications des maladies et informations épidémiologiques ».

### Maladies affectant le système nerveux

#### Encéphalomyélite équine de l'Ouest
Il s'agit d'une maladie inscrite sur la liste publiée dans le Code sanitaire de l’OIE pour les animaux terrestres ; les pays sont tenus d’en déclarer les cas, conformément au chapitre 1.1 de ce code, portant sur les « notifications des maladies et informations épidémiologiques ».

#### Encéphalomyélite équine vénézuélienne
Le virus de l'encéphalite équine vénézuelienne est transmis par les moustiques. Le cheval piqué peut mourir subitement de cette maladie.
Il s'agit d'une maladie inscrite sur la liste publiée dans le Code sanitaire de l’OIE pour les animaux terrestres ; les pays sont tenus d’en déclarer les cas, conformément au chapitre 1.1 de ce code, portant sur les « notifications des maladies et informations épidémiologiques ». 

## Maladies affectant globalement les équidés

### Maladies bactériennes

#### Morve
« Maladie par excellence du cheval » selon Émile Littré, la morve est une maladie infectieuse grave d'origine bactérienne (bactérie Burkholderia mallei), qui touche principalement les équidés, et qui est transmissible à l'Homme. Mortelle, elle a toutefois été éradiquée d'Europe.
Il s'agit d'une maladie inscrite sur la liste publiée dans le Code sanitaire de l’OIE pour les animaux terrestres ; les pays sont tenus d’en déclarer les cas, conformément au chapitre 1.1 de ce code, portant sur les « notifications des maladies et informations épidémiologiques ».

#### Piroplasmose
Le piroplasme est l'un des parasites que les tiques peuvent transmettre au cheval

#### Maladie de Lyme
Plusieurs espèces de tiques peuvent transmettre au cheval divers parasites dont des Borrelia responsables de diverses formes de la maladie de Lyme. La première description clinique (post mortem) de la maladie chez le cheval a été faite par Burgess et al. en 1986 (32), mais une étude sérologique, avait déjà (en 1982 en Nouvelle-Angleterre) montré la présence d'anticorps dirigés contre Borrelia burgdorferi chez le cheval.

#### Tétanos
Le tétanos est une maladie infectieuse  due au bacille de Nicolaïer qui peut survivre sans longtemps dans le sol, dans le fumier, ou encore dans la paille des box. Un cheval atteint de tétanos a des difficultés à marcher, à mastiquer, à avaler. Comme les humains, il doit être vacciné contre le tétanos (rappels tous les cinq ans).

### Maladies virales

#### Affection au Virus de Hendra
L'affection au Virus de Hendra est une maladie causée par un henipavirus pouvant entrainer la mort du cheval. Elle a été découverte en 1994.

#### Anémie infectieuse équine
L'anémie infectieuse équine est une maladie contagieuse causée par un rétrovirus et transmise par des insectes hématophages. Le virus est endémique dans les Amériques, une partie de l'Europe, le Moyen et l'Extrême-Orient, la Russie et l'Afrique du Sud.
Il s'agit d'une maladie inscrite sur la liste publiée dans le Code sanitaire de l’OIE pour les animaux terrestres ; les pays sont tenus d’en déclarer les cas, conformément au chapitre 1.1 de ce code, portant sur les « notifications des maladies et informations épidémiologiques ».

#### Artérite virale équine
L'artérite virale équine est une maladie infectieuse liée à un virus à ARN, de la famille des arteriviridae, ordre des nidovirales.
Il s'agit d'une maladie inscrite sur la liste publiée dans le Code sanitaire de l’OIE pour les animaux terrestres ; les pays sont tenus d’en déclarer les cas, conformément au chapitre 1.1 de ce code, portant sur les « notifications des maladies et informations épidémiologiques ».

#### Charbon
Le charbon est une maladie infectieuse aiguë qui peut frapper tous les équidés, sauvages ou domestiques. Il est transmissible à l'homme. Il affecte différents tissus, notamment la peau, les intestins, les méninges, les systèmes conjonctif et lymphatique. Il est provoqué par la bactérie Bacillus anthracis, qui appartient à un groupe de bactéries ayant la capacité de former des spores. Chez les animaux, la maladie entraîne généralement la mort subite, et dans la plupart des pays la déclaration des foyers de charbon aux autorités appropriées est obligatoire. Sa période d'incubation va de un à 14 jours.

#### Grippe équine
La grippe équine est une maladie respiratoire très contagieuse, mais rarement mortelle. Elle est due à deux sous-types de virus grippaux de type A, le H7N7 et le H3N8. Elle est observée depuis longtemps : Absyrtus, vétérinaire grec, avait déjà décrit un foyer de maladie évoquant la grippe chez des chevaux en l’an 433.
Il s'agit d'une maladie inscrite sur la liste publiée dans le Code sanitaire de l’OIE pour les animaux terrestres ; les pays sont tenus d’en déclarer les cas, conformément au chapitre 1.1 de ce code, portant sur les « notifications des maladies et informations épidémiologiques ».

#### Fièvre du Nil occidental
La fièvre du Nil occidental, transmise via les oiseaux puis certains moustiques par le virus du Nil occidental est une maladie qui peut être sévère chez les humains et les chevaux. Cette maladie provoque de la fièvre et une atteinte du système nerveux central; elle touche également les ânes. Le taux de mortalité observé lors d'épizooties au tournant des années 2000 peut dépasser 50% chez les individus malades, sans que l'âge de ceux-ci ne constitue de facteur aggravant. 
La guérison est spontanée au bout de quelques jours, et les traitements donnés concernent essentiellement les symptômes ; il s'agit notamment d'empêcher les chevaux victimes de troubles du comportement de se blesser eux-mêmes dans leur box. Il existe un vaccin pour le cheval, commercialisé en Europe depuis 2008.

## Maladies affectant spécifiquement les femelles

### Mammite
Une mammite est une inflammation mammaire, qui peut être grave ou non. En cas de mammite, le poulain ne doit pas consommer le lait de la jument car son aspect est alors modifié.

## Maladies affectant certains équidés

### Maladies spécifiques aux chevaux

#### Abiotrophie cérébelleuse
L'abiotrophie cérébelleuse est une maladie génétique actuellement incurable, touchant surtout certaines races de chevaux en particulier (arabe, oldenbourg, cheval miniature) essentiellement avant l'âge de six mois. Les symptômes de cette maladie ne peuvent être confirmés qu'après la mort de l'animal. Cette maladie est en effet causée par la dégénérescence des cellules de Purkinje, causant des pertes d'équilibre chez l'animal.

#### Fièvre équine du Potomac
La fièvre équine du Potomac a été décrite pour la première fois dans les environs du Potomac, aux États-Unis.

## Autres maladies

### Coliques
Les coliques sont des douleurs abdominales qui peuvent survenir en cas de stress, d'un parasitisme ou dues à une ingestion trop rapide des aliments. Il en existe plusieurs sortes. Les coliques, peuvent être dues à la paille aussi. Exemple : si les chevaux mangent trop de paille, ils peuvent avoir des coliques cela veut dire qu on ne donne pas forcement le foin assez vite[style à revoir]

### Gourme
La gourme (Streptococcus equi), aussi appelée « angine du cheval », est une maladie contagieuse chez les équidés, causée par le streptocoque de la gourme. Elle atteint généralement les équidés de moins de 5 ans. Il existe un vaccin préventif à injection labiale.

#### Lampas
Un lampas est une tumeur inflammatoire de l'avant du palais du cheval, proche des incisives qui peut être douloureuse. Elle est surtout gênante pour le cheval.

### Mal de garrot (ou mal d'encolure)
Le mal de garrot est une tumeur inflammatoire du garrot, généralement due à des frottements répétés du harnachement. Il nécessite une mise au repos complète de l'animal jusqu'à sa guérison complète.

### Malandre
Une malandre est une crevasse située au pli du genou. Elle est généralement liée à un défaut d'hygiène. Une crevasse au jarret (membre postérieur) est une solandre.

### Peste équine
La peste équine (ou African Horse Sickness) est une arbovirose non contagieuse, transmise par des moucherons hématophages du genre Culicoides. Elle revêt des formes pulmonaire, cardiaque, mixte ou atypiques.
Il s'agit d'une maladie inscrite sur la liste publiée dans le Code sanitaire de l’OIE pour les animaux terrestres ; les pays sont tenus d’en déclarer les cas, conformément au chapitre 1.1 de ce code, portant sur les « notifications des maladies et informations épidémiologiques ».

### Piroplasmose équine
Il s'agit d'une maladie inscrite sur la liste publiée dans le Code sanitaire de l’OIE pour les animaux terrestres ; les pays sont tenus d’en déclarer les cas, conformément au chapitre 1.1 de ce code, portant sur les « notifications des maladies et informations épidémiologiques ».

### Rhinopneumonie équine
Il s'agit d'une maladie inscrite sur la liste publiée dans le Code sanitaire de l’OIE pour les animaux terrestres ; les pays sont tenus d’en déclarer les cas, conformément au chapitre 1.1 de ce code, portant sur les « notifications des maladies et informations épidémiologiques ».

### Solandre
Une solandre est une crevasse située au pli du jarret. Elle est généralement liée à un défaut d'hygiène. Une crevasse au genou (membre antérieur) est une malandre.